# Królowie Airgíalla
Królowie Airgíalla („Ludy Podległe”) – irlandzcy władcy luźnej federacji ludów, w wielkiej mierze zamieszkujących obecną prowincję Ulsteru. Airgíalla (Oriel), między VI a XVI w., była jednym z trzech ważnych królestw, które tworzyły prowincję Ulsteru. Leżała między Ailechem na zachodzie oraz Ulaidem na wschodzie. Terytorium, zależnie od ramy czasowej, obejmowało w większości ziemie współczesnych hrabstw Monaghan, Armagh i Fermanagh. W innych miejscach także występowały ludy należące do Argíalla, w granicach ob. hrabstw Tyrone, Cavan, Meath, Westmeath, Louth i Derry. Do federacji należały takie ludy jak Uí Cremthainn, Uí Méith, Uí Tuirtre, Uí Meic Uais, Uí Fiachra Ard Sratha, Mughdorna, Uí Meic Cáirthinn, Airthir, Fernmhaighe oraz Fir Lí. Władcy rządzący Airgíalla pochodzili z różnych rodów: Ua Laidhgnén (O′Leighnin?), Ua Éiccnigh (O′Heany lub Hegney), Ua Cerbhaill (O′Carroll), Ua Baígelláin (O′Boylan), Ua Anluain (O′Hanlon), Mac Mathgamna (MacMahon).

## Królowie Airgíalla
- Crimthann Liath [syn Fiacha, prawnuka Collasa da Chrioch lub Facrioch]
- Eochaid I [syn]
- Cairbre Daimairgid (?-514) [syn]
- Colgan mac Loith (ok. 520)
- Daimine (?-566) [syn Cairbre’a]
- Bécc mac Cuanach (przed 594-598)
- Áed I mac Colgan (ok. 598-610)
- Maelodar Macha (ok. 610-636/41)
- Dunchad I mac Ultan (ok. 641-675/77)
- Máel Fothartaig mac Máelduib (675/77-695/97) [w 5. stopniu potomek Cairbre’a]
- Cumasach mac Cathail (695/97-825/27)
- Gofraid mac Fergus (825/27-po 835)
- Fogartach I mac Máel Bresail (?-850)
- Máel Caurarda mac Máel Bresail (ok. 850-851)
- Fogartach I (2. panowanie ok. 851-852)
- Congalach mac Finnachta (ok. 852-876)
- Mael Pádraic mac Máel Cuarardda (ok. 876-885)
- Laidgnén I mac Donnacáin (ok. 885-901)
- Máel Muire mac Flanncáin (ok. 901-po 914) [w 7. stopniu potomek Máel Fothartaiga]
- Máel Craoibe ua Duib Sionaich (przed 917-przed 919)
- Fogartach II mac Donnagáin (919-949) [w 7. stopniu potomek Máel Fothartaiga]
- Dunchad II mac Laegaire (949-960; władca Fir Manach)
- Eignech mac Dálaig (960-963)
- Donnacán mac Máel Muire (963-970) [syn Máel Muire’a]
- Giolla Chriost I (ok. 970)
- Laidgnén II mac Cerbaill (?-988; władca Fir Manach)
- Mac Éiccnig mac Dalaig (?-998)
- Mac Léiginn mac Cairill (999-1022) [prawnuk Lorcána, brata Fogartacha II]
- Cathalan Ua Crichain (1022-1027)
- Giolla Colaim Ua-h-Eiccnig (1027-1048)
- Lethlobar Ua Laidgnén (1048-1078) [praprawnuk Fogartacha II]
- Ua Baoigelláin (1078-1086)
- Áed II Ua Baoigelláin (1086-1093)
- Flann Ua-h-Ainbid (1093)
- Ua-h-Ainbid (1093-1095)
- Ruaidrí I Ua Ruadacan (ok. 1099)
- Cú Caisil Ua Cerbaill (ok. 1100; władca Fir Manach) [w 11. stopniu potomek Máel Fothartaiga]
- Flaitbertach Ua Laidgnén (ok. 1119; król Fir Manach)
- Giolla Chriost II Ua hÉiccnig (?-ok. 1127; władca Fir Manach)
- Donnchad Ua Cerbaill (1127-1168)
- Murchad I Ua Cerbaill (1168-1189)
- Ua Cerbaill (1189-1194)
- N.N. (Ua hÉiccnig) (1194-1201; władca Fir Manach)

Dynastia Mac Mathghamna (MacMahonów)
- Niall I mac Donnchada (przed 1198-po 1208) [syn Donnchada Ua Cerbaill]
- Eochaid II mac Mathgamna meic Néill (przed 1250-1273) [wnuk]
- Brian I mac Eochada (1283-1311) [syn]
- Ralf (Roolb) mac Eochada (1311-1314) [brat]
- (?)Máel Sechlainn mac Eochada (1314-?) [brat]
- Murchad II Mór (Wielki) (?-1331) [syn Briana I]
- Seán mac Maoilsechlainn (1331-1342) [syn Máel Sechlainna]
- Áed III mac Rooilb (1342-1344) [syn Ralfa]
- Murchad III Óg (Młodszy) (1344) [syn Murchada II]
- Magnus mac Eochada (1344-1357) [wnuk Ralfa]
- Pilib (Filip) I mac Rooilb (1357-1362) [syn Ralfa]
- Brian II Mór (1362-1365; usunięty) [syn Áeda III]
- Niall II mac Murchada (1365-1368) [syn Murchada II]
- Brian II Mór (2. panowanie 1368-1371)
- Pilib II Ruad (Czerwony) (1371-1403) [syn]
- Ardgal (1403-1416) [brat]
- Brian III mac Ardgail (1416-1442) [syn]
- Oriel pod zwierzchnością angielską 1416-1590
- Ruaidrí II mac Ardgail (1442-1446) [brat]
- Áed IV Ruad (1446-1453) [syn]
- Fedlimid mac Briain (1453-1466) [syn Briana III]
- Eógan mac Ruaidrí (1466-1467) [sy Ruaidrí II]
- Réamonn I mac Ruaidrí (1467-1484) [brat]
- Áed V Óg (1485-1496; usunięty) [syn Áeda IV]
- Brian IV mac Réamoinn (1496-1497) [syn Réamonna I]
- Rossa I mac Magnusa (1497-1513) [wnuk Áeda IV]
- Réamonn II mac Glaisne (1513-1521) [wnuk Réamonna I]
- Glaisne Óg (1521-1551?) [syn]
- Art I Maol (Łysy) (1551-1560) [brat]
- Áed VI mac Briain (1560-1562) [syn Briana IV]
- Art II Ruad (1562-1578) [brat]
- Sir Rossa II Buide (Żółtowłosy) (1579-1589) [syn]
- Áed VII Ruad (1589-1590) [brat]
- Oriel (Argíalla) włączony do Anglii 1590